# Снядово (Вармінсько-Мазурське воєводство)
Снядово (пол. Śniadowo, нім. Schniodowen; 1938-45: Schniedau) — село в Польщі, у гміні Мронгово Мронґовського повіту Вармінсько-Мазурського воєводства.
Населення — 72 особи (2011).

## Демографія
Демографічна структура станом на 31 березня 2011 року:
|          | Загалом | Допрацездатний вік | Працездатний вік | Постпрацездатний вік |
| -------- | ------- | ------------------ | ---------------- | -------------------- |
| Чоловіки | 37      | 5                  | 30               | 2                    |
| Жінки    | 35      | 10                 | 18               | 7                    |
| Разом    | 72      | 15                 | 48               | 9                    |